# María Florencia Lamboglia
María Florencia Lamboglia (* 21. Januar 1992) ist eine argentinische Leichtathletin, die im Sprint und Hürdenlauf an den Start geht.

## Sportliche Laufbahn
Erste Erfahrungen bei internationalen Meisterschaften sammelte María Florencia Lamboglia 2009 bei den Jugendweltmeisterschaften in Brixen, bei denen sie im 100-Meter-Lauf mit 12,46 s in der ersten Runde ausschied und über 200 Meter bis in das Halbfinale gelangte, in dem sie mit 25,44 s ausschied. Anschließend belegte sie bei den Juniorensüdamerikameisterschaften in São Paulo im 200-Meter-Lauf in 25,66 s den achten Platz. Im Jahr darauf gewann sie bei den U23-Südamerikameisterschaften, die als Teil der Südamerikaspiele in Medellín ausgetragen wurden mit der argentinischen 4-mal-100-Meter-Staffel in 46,76 s die Bronzemedaille hinter den Teams aus Brasilien und Kolumbien und auch mit der 4-mal-400-Meter-Staffel musste sie sich nach 3:51,74 min diesen beiden Ländern geschlagen geben. Zudem klassierte sie sich über 200 Meter in 25,05 s auf dem sechsten Platz. 2011 schied sie bei den Südamerikameisterschaften in Buenos Aires über 100 und 200 Meter mit 12,33 s und 25,10 s in der Vorrunde aus und gelangte mit der 4-mal-100-Meter-Staffel in 47,63 s auf Rang vier. Anschließend schied sie bei den Panamerikanischen-Juniorenmeisterschaften in Miramar über 100 und 200 Meter im Vorlauf aus und gelangte bei den Juniorensüdamerikameisterschaften in Medellín in 12,48 s bzw. 25,33 s auf die Ränge acht und sieben. Zudem gewann sie mit der 4-mal-400-Meter-Staffel in 3:56,53 min die Bronzemedaille und gelangte mit der 4-mal-100-Meter-Staffel nach 49,41 s auf Rang vier.
2017 schied sie bei den Südamerikameisterschaften in Luque über 200 Meter mit 24,83 s in der ersten Runde aus und gelangte mit der 4-mal-100-Meter-Staffel in 46,14 s auf Rang fünf. Zwei Jahre später schied sie bei den Südamerikameisterschaften in Lima über 100 Meter mit 12,04 s im Vorlauf aus, wie auch im 100-Meter-Hürdenlauf mit 14,27 s. Zudem gewann sie mit der Staffel in 45,65 s die Bronzemedaille hinter den Teams aus Brasilien und Kolumbien. 2020 gewann sie bei den erstmals ausgetragenen Hallensüdamerikameisterschaften in Cochabamba im 60-Meter-Hürdenlauf in 8,67 s die Silbermedaille hinter der Chilenin María Ignacia Eguiguren und gelangte im 60-Meter-Lauf mit 7,54 s auf den vierten Rang. 2021 belegte sie bei den Südamerikameisterschaften in Guayaquil in 11,85 s den siebten Platz über 100 Meter und erreichte über 200 Meter in 23,94 s Rang vier. Zudem wurde sie im 100-Meter-Hürdenlauf in 14,06 s Siebte und klassierte sich in der 4-mal-400-Meter-Staffel mit 3:44,69 min auf dem fünften Platz. Im Jahr darauf gelangte sie bei den Hallensüdamerikameisterschaften in Cochabamba mit 7,53 s auf Platz vier über 60 m und gewann in der 4-mal-400-Meter-Staffel in 3:59,19 min die Silbermedaille hinter dem Team aus Bolivien. Im Mai schied sie bei den Ibero-Amerikanischen Meisterschaften in La Nucia mit 11,57 s im Vorlauf über 100 Meter aus und belegte über 200 Meter in 24,19 s den siebten Platz. Im Oktober nahm sie an den Südamerikaspielen in Asunción teil und gewann dort in 11,90 s die Silbermedaille über 100 Meter hinter der Brasilianerin Ana Azevedo.
2023 belegte sie bei den Südamerikameisterschaften in São Paulo in 11,60 s und 23,92 s jeweils den siebten Platz über 100 und 200 Meter und gelangte mit der 4-mal-100-Meter-Staffel mit 45,14 s auf Rang vier. Ende Oktober schied sie bei den Panamerikanischen Spielen in Santiago de Chile mit 11,80 s im Vorlauf über 100 Meter aus und ging mit der Staffel im Finale nicht mehr an den Start. Im Jahr darauf gelangte sie bei den Hallensüdamerikameisterschaften in Cochabamba mit 7,42 s auf den fünften Platz über 60 Meter. Im Mai schied sie bei den Ibero-Amerikanischen Meisterschaften in Cuiabá mit 11,58 s und 23,93 s jeweils im Vorlauf über 100 und 200 Meter aus. 2025 belegte sie bei den Hallensüdamerikameisterschaften in Cochabamba in 7,46 s den siebten Platz über 60 Meter und siegte in 55,35 s im 400-Meter-Lauf. Ende April schied sie bei den Südamerikameisterschaften in Mar del Plata mit 11,69 s im Vorlauf über 100 Meter aus und gewann in der Mixed-Staffel über 4-mal 400 Meter in 3:23,12 min gemeinsam mit Agustín Pinti, Elián Larregina und Noelia Martínez die Bronzemedaille hinter den Teams aus Brasilien und Kolumbien. Zudem verpasste sie über 200 Meter mit 24,25 s den Finaleinzug und gewann in der 4-mal-100-Meter-Staffel in 46,57 s die Bronzemedaille hinter den Teams aus Brasilien und Ecuador.
In den Jahren 2009 und von 2020 bis 2025 wurde Lamboglia argentinische Meisterin im 100-Meter-Lauf sowie 2009 und 2010 sowie 2020 und von 2022 bis 2024 auch über 200 Meter. 2011 und von 2022 bis 2025 siegte sie in der 4-mal-100-Meter-Staffel und von 2019 bis 2021 im 100-Meter-Hürdenlauf.

## Persönliche Bestzeiten
- 100 Meter: 11,46 s (+1,7 m/s), 10. November 2023 in Asunción
  - 60 Meter (Halle): 7,42 s, 27. Januar 2024 in Cochabamba (argentinischer Rekord)
- 200 Meter: 23,54 s (−0,2 m/s), 1. Juni 2024 in Marsa
- 400 Meter: 54,37 s, 21. August 2021 in Buenos Aires
  - 400 Meter (Halle): 55,35 s, 23. Februar 2025 in Cochabamba
- 100 m Hürden: 14,03 s (−1,2 m/s), 27. März 2021 in Concepción del Uruguay
  - 60 m Hürden (Halle): 8,55 s, 30. Januar 2020 in Cochabamba